# Rock Galaxy
Rock Galaxy es un álbum recopilatorio del grupo de rock progresivo inglés Renaissance, publicado en 1980.
Publicado como vinilo doble, el primer LP contiene el álbum Scheherazade and Other Stories de 1975, y el segundo LP lo conforma el álbum Turn of the Cards de 1974. Los dos como parte de la formación clásica de la banda en los setenta.

## Lista de canciones
LP1
Lado A

1. «Trip To The Fair» (11:10)

2. «The vultures Fly High» (3:00)

3. «Ocean Gypsy» (7:00)

Lado B

1. «Song Of Scheherazade» (24:55)

LP2
Side A

1. «Running Hard» (9:37)

2. «I think Of You» (3:07)

3. «Things I Don't Understand» (9:29)

Side B

1. «Black Flame» (6:23)

2. «Cold Is Being» (3:00)

3. «Mother Russia» (9:18)

## Integrantes
- Annie Haslam - voz principal
- Michael Dunford - guitarras, coros
- John Tout - teclados, piano
- Jon Camp - bajo eléctrico, coros
- Terence Sullivan - batería, percusiones, coros